# Buyruk

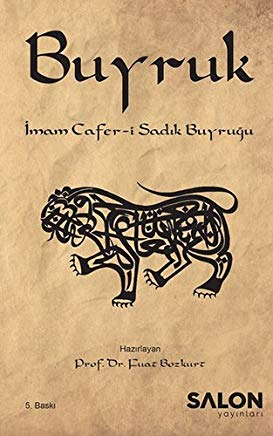
Buyruk

Das Buch Buyruk (von alttürkisch Uy  = 1. anpassen, (be-) folgen, 2. eintreten, annehmen, im weiteren Sinn: Regeln) ist eine Sammlung über die Glaubensinhalte, Rezitationsvorschriften und des Wertesystems im Alevitentum.

## Inhalt
Über Glaubensinhalte, Rezitationsvorschriften und des Wertesystemshinaus hinaus werden im Buyruk auch Themen wie 'Musahiplik' (Wahlverwandtschaft) und weitere Bereiche des Alevitentums angesprochen, ergänzt wird alles durch Geschichten und Gedichte, unter anderem auch von Haci Bektas Veli.
Die Buyruk enthalten moralische Ermahnungen, Anleitungen zur Durchführung religiöser Zeremonien, Konventionen über die Pflichten des Einzelnen sowie Begebenheiten der frühislamischen Geschichte.
Des Weiteren existieren zahllose „nefes“ (Atem), zwischen dem 13. und 17. Jahrhundert verfasste Gedichte bedeutsamer alevitischer Poeten wie Yunus Emre, Schach Ismail (auch bekannt als „Hatayi“), Kaygusuz Abdal oder Pir Sultan Abdal.
Ihnen lassen sich ebenfalls alevitische Gepflogenheiten und Wertvorstellungen entnehmen, sowohl die Buyruks als auch die Nefes sind ausnahmslos noch in türkischer Sprache verfasst.
Im Şeyh Safi Buyruk werden einzelne Koranverse genauer erklärt.

## Geschichte
Es gibt zwei verschiedene Versionen der Buyruk, dabei unterschied man früher zwischen dem 'Großen Buyruk' von Dschaʿfar as-Sādiq und dem 'Kleinen Buyruk' von Safi ad-Din Ardabili.
Die Aleviten pflegten einen strengen Geheimhaltungskodex und schirmten sich von der Außenwelt kategorisch ab. Heute sind es alevitische Katechismen (buyruk), die sich im Besitze von ocak-Mitgliedern (heilige Familien) befinden und erst durch aufwendige Recherchen der Wissenschaft zugänglich wurden. Bis heute sind sie nicht vollständig entschlüsselt, dennoch liegen vereinzelte Exemplare vor, vorwiegend handschriftliche Niederlassenschaften aus verschiedenen Gegenden Anatoliens, wobei die älteste Schrift auf den sechsten Imam Dschaʿfar as-Sādiq (Imam Cafer Buyrugu) zurückgeführt wird.
Es sind mehrere buyruk in Umlauf, deren Authentizität aufgrund weitgehender inhaltlicher  Übereinstimmung unzweifelhaft ist. Da es im Alevitentum keine kanonische Einheit und keine Zentralinstanz gibt, ist die Existenz weiterer Quellen sehr wahrscheinlich.
Grundsätzlich ist davon auszugehen, dass der Imam Cafer Buyrugu mit seinen Ausführungen zur Erschaffung der Welt, zum göttlichen Licht in Ali und zu den Regeln der religiösen Initiation, Basis aller weiteren Katechismen gewesen ist.